# クンバカルナ

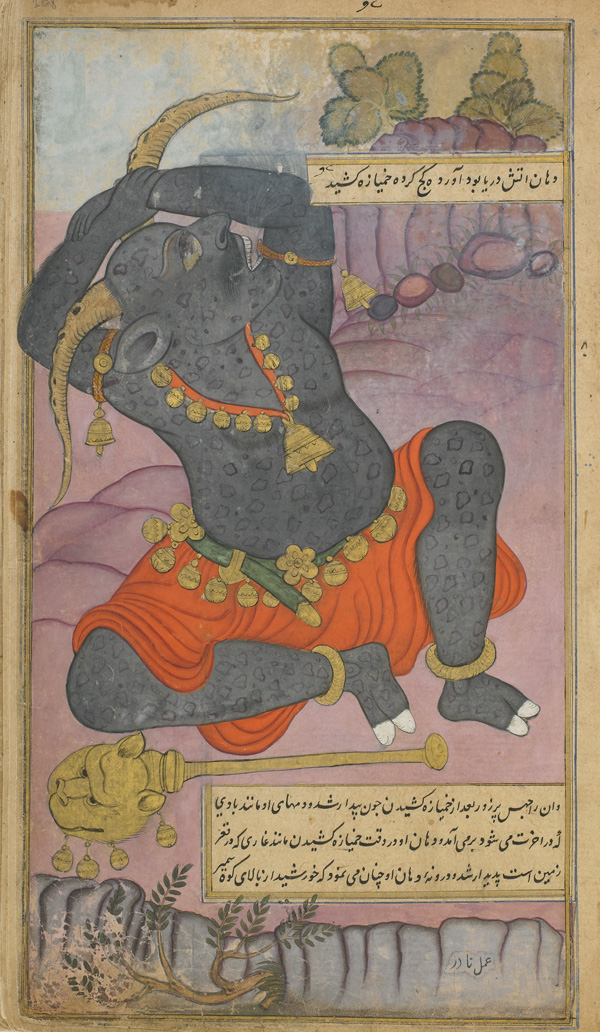
クムバカルナ。

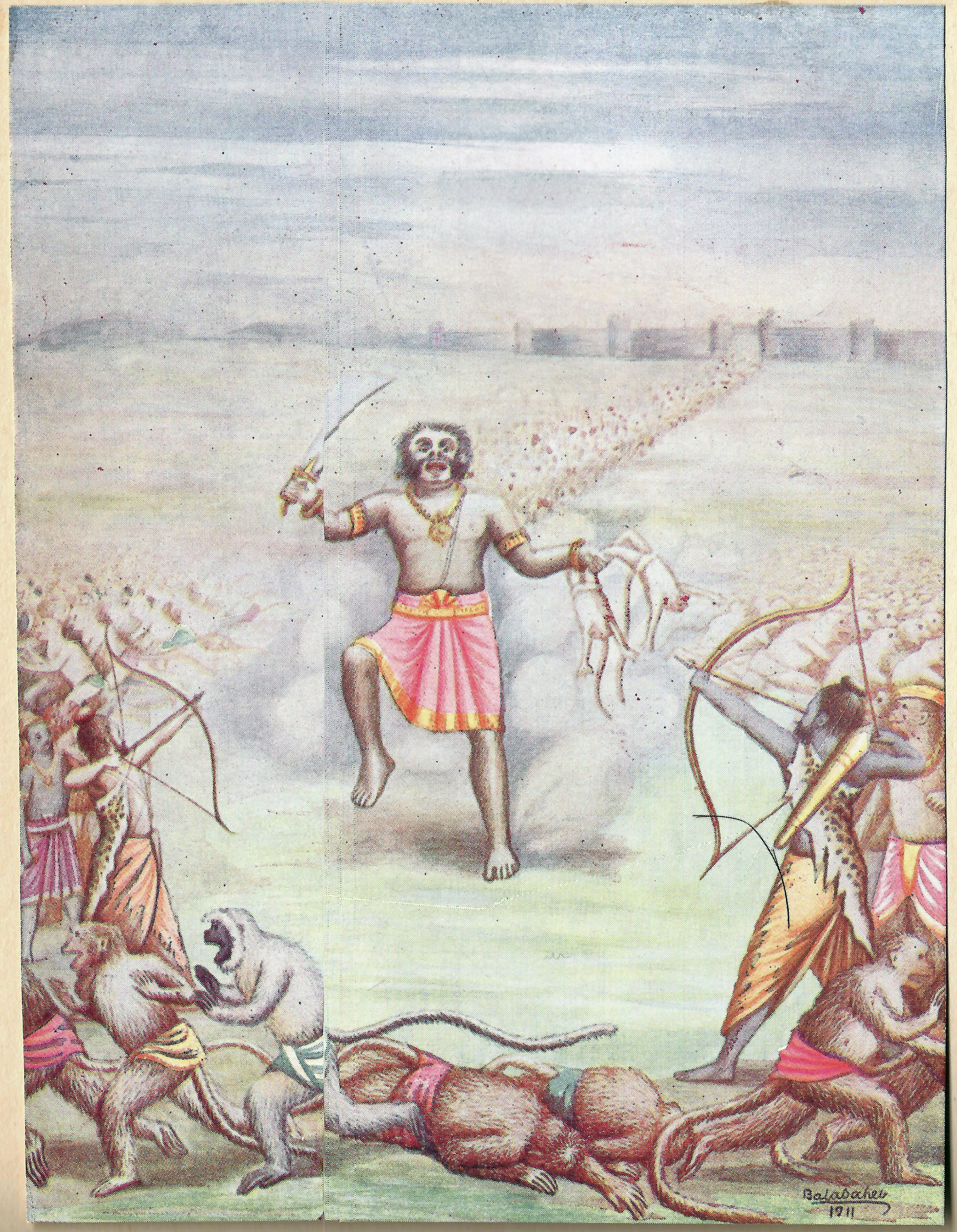
クムバカルナの戦線入り。

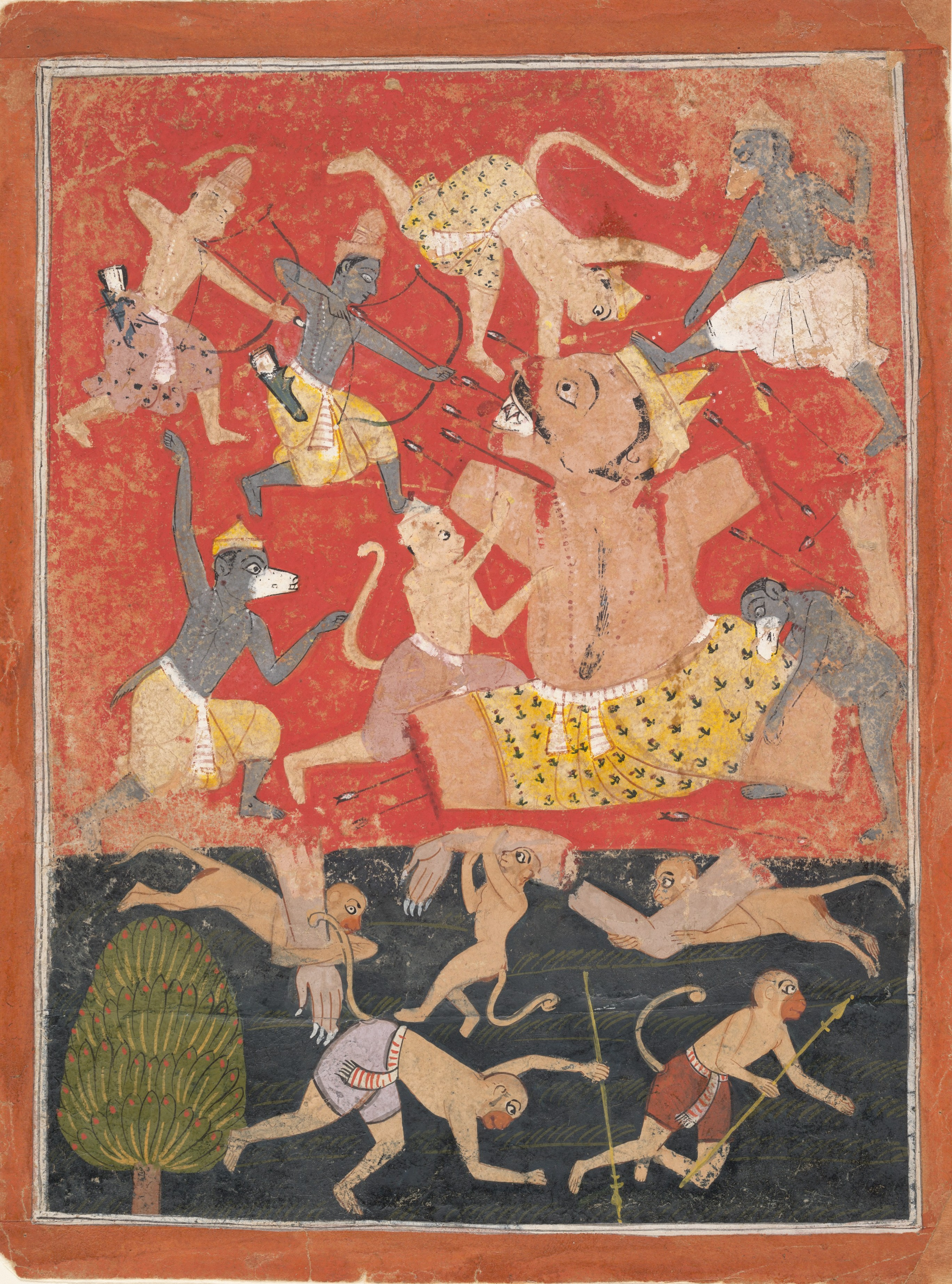
クムバカルナの最期。

クムバカルナ（梵: कुम्भकर्ण, Kumbhakarṇa）は、インド神話に登場するラークシャサである。叙事詩『ラーマーヤナ』によると、ラークシャサ族の王スマーリンの娘カイカシーとヴィシュラヴァスの息子で、ラーヴァナ、ヴィビーシャナ、シュールパナカーと兄弟。クムバ、ニクムバの父。一方の叙事詩『マハーバーラタ』によると、ヴィシュラヴァスとプシュポートカターの息子で、ラーヴァナと兄弟であり、ヴィビーシャナ、カラ、シュールパナカーとは異母兄弟。
ランカー島で最も巨大な体躯の持ち主で、山ほどもあり、口は広大で、肌は黒く、血と脂の臭気を発する。彼の息は強風と変わりなく、怒ると火を吐き、その雄たけびは百の雷ほどあったとされる。生き物の創造が無に帰すほどの食欲の持ち主であるため、6か月に1日しか目を覚まさないという呪いをかけられた。アヨーディヤーの王子ラーマとの間に戦争が勃発したとき、無理やり目覚めさせられて参戦し、大活躍するが、ラーマに討ち取られた。

## ラーマーヤナ

### 呪い
クムバカルナは生まれてすぐ、空腹のために生物を手当たり次第に喰らった。そのためインドラはヴァジュラによってクムバカルナを撃ったが、クムバカルナは怯むことなく逆に聖象アイラーヴァタの牙を折ってインドラを打ち返した。インドラは恐れてブラフマー神に助けを求めたので、ブラフマー神はラークシャサを集め、その中にいたクムバカルナに呪いをかけ、永遠の眠りにつかせた。しかしラーヴァナが呪いの緩和を求めたので、ブラフマーは6か月間の眠りと1日だけの目覚めを繰り返すという呪いに変更した。

### 覚醒
ラーマとの間に戦争が起こったとき、クムバカルナの睡眠はまだ6か月しか経っていなかった。しかしラーマ軍に敗走させられたラーヴァナはクムバカルナを目覚めさせるよう命じた。そこで1万の羅刹たちがクンバカルナの邸宅にやって来て、肉などの食料と血を満たした甕を運び、騒音を起して覚醒を促した。最初は法螺貝や叫び声などであったが一向に目覚めないので、棍棒でクムバカルナを打ったり、髪の毛を引っ張ったり、耳に水を注いだり、馬やラクダに踏ませたりし、その騒音はランカー中に響いた。最後に羅刹たちは１万頭の象をけしかけてクムバカルナに突進させ、乱暴に踏みつけさせると、その足踏みの心地よさによってようやく目を覚ました。

### 参戦
クムバカルナが参戦すると、ヴァナラ（猿）の兵たちは立ち上がったクムバカルナの姿を見ただけで逃げ始めた。クンバカルナは容易に猿たちを殺戮し、あるいは飲み込んでいった。彼はハヌマーンを退け、リシャバ、シャラバ、ニーラ、ガヴァークシャの5将を打ち負かし、アンガダを昏倒させた。猿王スグリーヴァに対してはマラヤ山の山頂を投げつけて、その下敷きにし、気絶させた。そしてスグリーヴァをつかんでランカーに運んだ。しかし油断して、スグリーヴァの意識が戻ったことに気づかず、スグリーヴァの反撃を受けて全身から血を噴き出した。クムバカルナは怒り狂い、猿、羅刹ともに見境なく飲み込み、ラーマに突進した。ラーマがクムバカルナの四肢を切り落とすと、なおも大口を開いて飲み込もうとした。しかしラーマはクムバカルナの口が一杯になるほどに矢を撃ち込み、息ができずに苦しんでいるところを、インドラの矢を放って、その首を切り落とした。クムバカルナの首は建物を押しつぶし、巨躯は海に沈んだとされる。

## ギャラリー

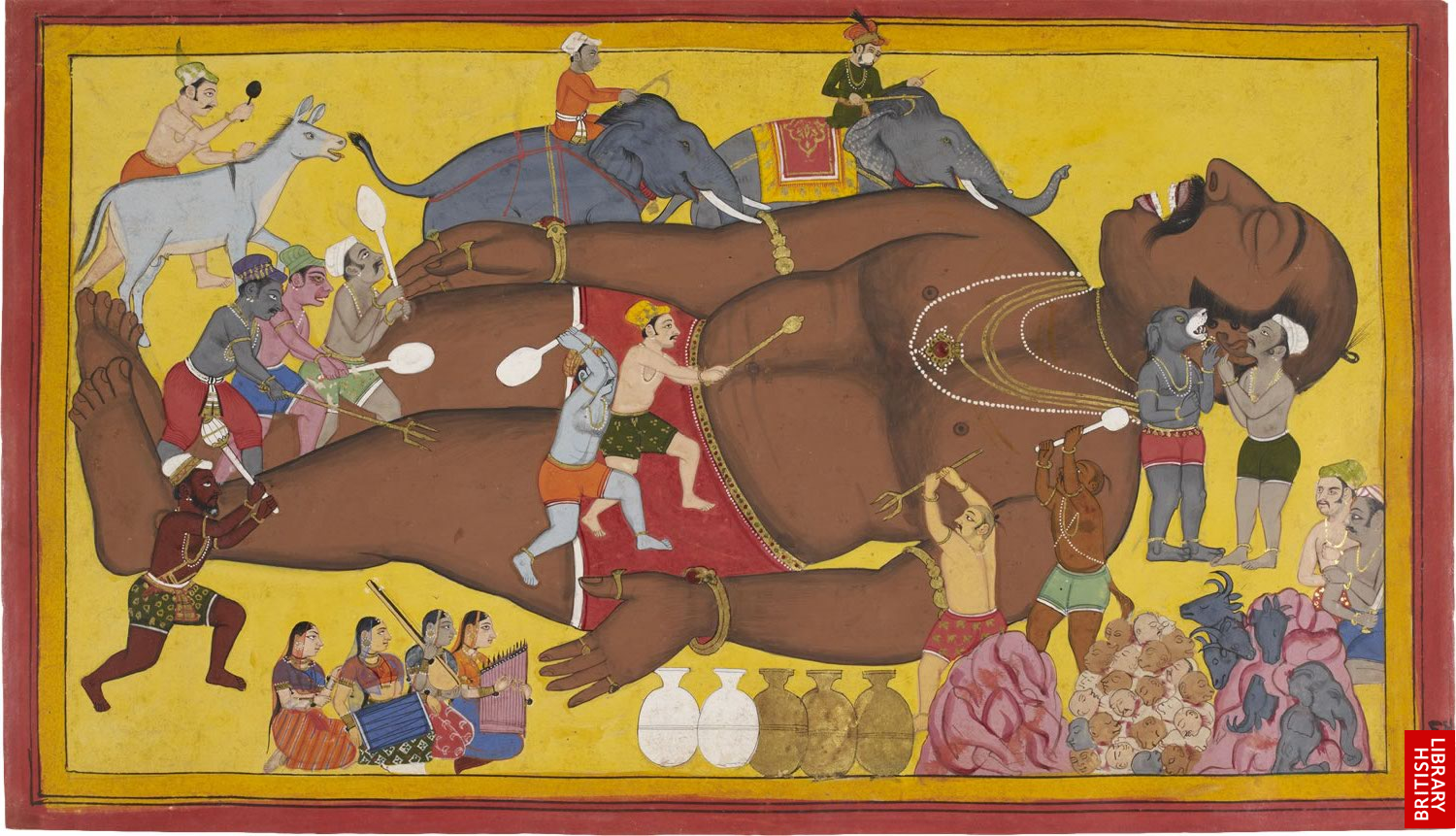
クムバカルナを目覚めさせる画。
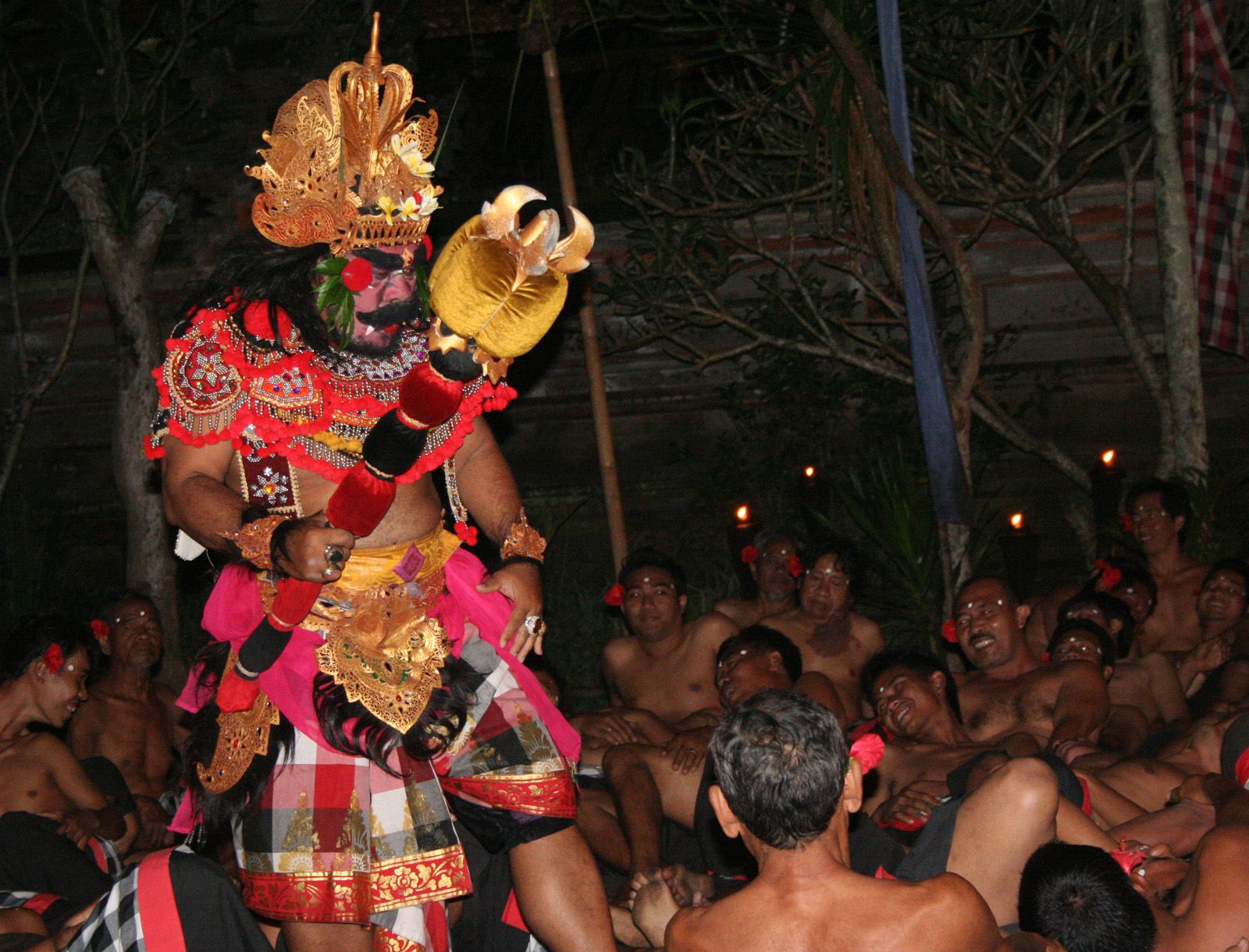
『ラーマーヤナ』舞踏劇上のクムバカルナ（インドネシア・バリ島）。